# Пол Вокер
Пол Вільям Вокер IV (англ. Paul William Walker IV; 12 вересня 1973, Глендейл, Каліфорнія, США — 30 листопада 2013, Валенсія, Каліфорнія, США) — американський актор та колишня модель. Став відомим на початку 2000-х років, після того як виконав головні ролі в декількох популярних фільмах, зокрема після виконання ролі Браяна О'Коннера у стрічці «Форсаж» (2001) та кількох її продовженнях.

## Біографія

### Ранні роки
Пол Вільям Вокер народився 12 вересня 1973 року в американському місті Глендейл, штат Каліфорнія. Він був старшим сином бізнесмена Пола Вокера III та колишньої моделі Шеріл (батьки розлучилися 2004 року). У Пола є два молодших брати — Коді Б'ю і Калеб, а також дві молодші сестри — Ешлі і Емі. Сім'я Вокера — мормони. У актора ірландське, англійське та німецьке коріння.
Закінчивши в 1991 році Християнську школу в Сан-Веллі в Каліфорнії, Пол вирішив зайнятися вивченням морської біології, навіть вступив до Каліфорнійського коледжу. Проте любов до акторського ремесла взяла гору над заняттями біологією.

### Початок кар'єри
У 1994 році Вокер знявся у фільмі «Теммі і Ті-Рекс» разом з тоді ще невідомою Деніз Річардс. Наступною роботою молодого актора стала роль у фільмі 1998 року «Зустрічайте Дідлів» (Вокер з'являється у Mighty Mighty Bosstones в кліпі на пісню-саундтреку «Wrong Thing Right Then»). В цьому ж році актор отримує свою наступну роль, ставши об'єктом пристрасті Різ Візерспун у фільмі «Плезантвіль». Хоча картина провалилася в прокаті, критики прийняли її непогано, оцінивши акторські виступи. Ця роль приносить хлопцю популярність і список його робіт в кіно починає поповнюватися новими ролями. У наступному, 1999 році, Пол знімається в досить вдалих картинах «Це все вона» (невелика роль кращого друга Фреді Принца-Молодшого) і «Студентська команда» — про важкі будні шкільного футболу.
Був претендентом на головну роль Джима Стріт у фільмі «S.W.A.T.: Спецназ міста янголів» і Джонні Сторма в «Фантастичній четвірці» [14]. Пробувався на роль Енакіна Скайвокера, але виявився занадто для нього дорослим. За визнанням актора, це єдина роль, яку він дійсно дуже хотів отримати — сага «Зоряні війни» була його найулюбленішою.

### Успіх
Завдяки зростанню своєї популярності серед молоді, в 2001 році актор перейшов від втілення другорядних ролей до головних. Свою першу головну роль в кіно він зіграв у фільмі «Форсаж» разом з Віном Дизелем. Завдяки несподіваному успіху цієї картини Пол Вокер стає відомим не тільки в Сполучених Штатах, а й поза їх межами, остаточно увійшовши в історію, як культова фігура молодіжного кіно. Щойно минули три місяці після виходу «Форсажу», відбулася прем'єра ще одного фільму з Полом Вокером у головній ролі — «Нічого собі поїздочка»: перша роль в картині жахів, у яких зазвичай починають кар'єру молоді актори. У цій стрічці партнерами Вокера стали Лілі Собескі та Стів Зан. Журнал People у 2001 році вписав молодого парубка до свого переліку найкрасивіших людей світу.
Потім вийшло продовження «Форсажу» (вже без Віна Дизеля), і Вокер знявся в кліпі Ludacris на пісню: «Act A Fool». Наступною була роль в екранізації роману Майкла Крайтона «У пастці часу» (де також знявся Джерард Батлер) — фільм прохолодно зустріли як власне критики, так і глядачі. У авантюрно-пригодницькому бойовику про пошуки скарбів «Ласкаво просимо до раю!» із Джесікою Альбою,Вокеру вдалося похизуватися своїми навичками плавця — чоловік з дитинства займався серфінгом. Цікаво, що у Альби теж був подібний досвід: у юності вона грала в серіалі «Флиппер».
Вокер проявляє себе як драматичний актор, виконавши роль у фільмі «Ноель»: за сюжетом, він грає ревнивого нареченого-поліціянта героїні Пенелопи Крус, якого під Різдво переслідує старий, впевнений, що молода жінка — реінкарнація його померлої дружини. Багато ролей у фільмі виконали знамениті актори — Сьюзен Сарандон і Робін Вільямс.

### Пізні роботи
Наступний проєкт — «Біжи не озираючись» — закріплює за Вокером статус перспективного актора, що вміє грати не тільки в низькопробних бойовиках, проте похмура кримінальна драма, яка проводить аналогії з історіями братів Грімм, в дусі міських казок, навіть не змогла окупити свій 15-мільйонний бюджет, зібравши всього 9,3 мільйона доларів. Але того ж року на екрани вийшла пригодницька стрічка студії Уолта Діснея «Білий полон» з Вокером в головній ролі, котра стала лідером прокату, перших же вихідних, зібравши 20 млн доларів. Засвітився Пол і в проєкті Клінта Іствуда «Прапори наших батьків».
Потім Вокер знявся в головній ролі в незалежному «Райському проекті», який вийшов 21 жовтня 2008 року відразу на DVD. Наступна роль — у черговій картині франшизи «Форсаж» — четвертій, — де він знову попрацював із Віном Дизелем, який залишив сагу ще після першого автобойовика.
У 2010 році вийшла в світ кримінальна драма «Хлопчики-нальотчики», де Пол знявся разом з Меттом Діллоном і Гейденом Крістенсеном. У стрічки вельми складна прокатна доля — зйомки почалися ще у вересні 2008 року, але на екрани фільм вийшов тільки в 2010-му.
Навесні 2011 року в прокат вийшла картина «Форсаж 5», а через два роки — «Форсаж 6». Зйомки сьомого фільму він так і не встиг закінчити.

### Особисте життя
У 1993 році у Пола Вокера був короткий роман з відомою актрисою Деніз Річардс, з якою він знімався в молодіжній комедії «Теммі і Ті-Рекс». У квітні 1998 року Вокер зустрів Блісс Еліс (англ. Bliss Eliss) на зйомках фільму «Студентська команда», де дівчина брала участь в масовці — пара зустрічалася кілька років. Роман з актрисою Джеймі Кінг почався в 2002-му і тривав трохи більше року. З чуток, у Вокера також був роман з актрисою Джесікою Альбою, партнеркою по фільму «Ласкаво просимо до раю!».
Єдина дитина Пола — дочка Медоу Рейн (англ. Meadow Rain), — народилася 4 листопада 1998-го від його колишньої подруги Реббеки Сотерос. Вона до 13 років прожила з матір'ю на Гаваях і переїхала жити до батька в 2011 році.
З 2006 року зустрічався з Жасмин Пілчард-Госнелл (англ. Jasmine Pilchard-Gosnell), яка була молодша за нього на 16 років. Незважаючи на численні повідомлення в пресі, до осені 2011 року пара так і не була заручена. Молоді люди розлучилися, про це Пол зізнався в одному з інтерв'ю.

### Загибель
30 листопада 2013 року рівно о 15:30 (PST), Вокер і його давній друг та фінансовий менеджер Роджер Родас відвідали один із чергових заходів благодійного фонду «Reach Out Worldwide» у Валенсії, Санта Кларіта (округ Лос-Анджелес, Каліфорнія), зі збору коштів на підтримку жертв тайфуну Хайян, який пройшов на Філіппінах. Незабаром після цього чоловіки поїхали на червоному «Porsche Carrera GT», що належало Родасу.
Родас, який був за кермом, мав спеціальну ліцензію автогонщика. Як встановила експертиза, він значно перевищив ліміт швидкості — 160 км/год замість встановленого місцевого ліміту в 72 км/год (45 миль/год). На одному з віражів на Геркулес-стріт він не впорався з керуванням, машину розвернуло на 180°, вона вдарилася спочатку об бордюр, потім у дерево, ліхтарний стовп і ще одне дерево. Від ударів авто майже розкололося навпіл. Задню частину «Porsche» було повністю розтрощено, блок циліндрів майже повністю вдавило в салон. Через 60 секунд після удару авто спалахнуло.
За даними медичного розтину Родас загинув одразу на місці від фізичних травм, а смерть Вокера настала внаслідок отриманих важких опіків. Він фактично згорів живцем, його тіло обвуглилося до невпізнання. Експертиза встановила особи двох загиблих лише за допомогою їхніх стоматологічних карт, у Вокера було переламано обидві руки. Токсикологічна експертиза не виявила слідів алкоголю або наркотиків у крові обох загиблих.
За даними фахової експертизи автомобіль Родаса, який він придбав роком раніше, був цілком справний. Однак на цій моделі суперкара потужністю 612 к. с. і ціною 450 000 доларів не передбачено електронної системи стабілізації й авто навіть фахівцями вважається дуже складним і небезпечним у керуванні.
Чималий слід від гідравлічної рідини на асфальті дав привід будувати гіпотези про несправність системи підсилення керма до моменту аварії.
Модель, репер та учасниця реаліті-шоу Тіла Текіла (Tila Tequila) поширює власну конспірологічну «теорію» про начебто «ритуальне вбивство» Пола Вокера. Текіла має чимало теорій такого типу, включаючи «теорію вбивства Гітлера».

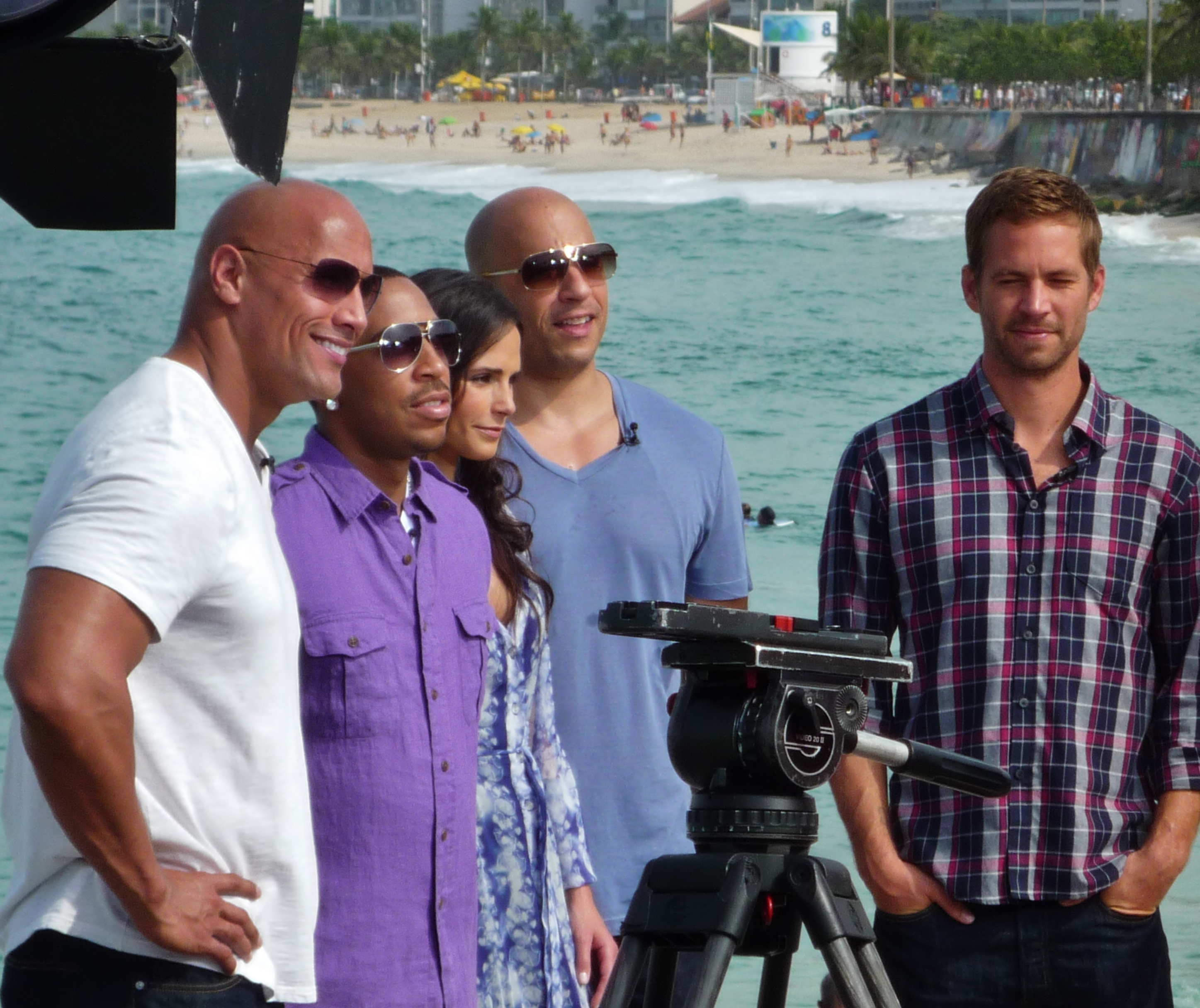

На місці загибелі актора зібралося кілька тисяч його фанатів, щоб ушанувати пам'ять обох загиблих. Роджер Родас був старим другом Вокера і допоміг заснувати фонд «Reach Out Worldwide». Він був виконавчим директором «Always Evolving», автосалону, розташованого у Валенсії.
Поховали Пола Вокера 14 грудня 2013 року в Глендейлі (штат Каліфорнія).
.

## Фільмографія

### Актор
| Рік       |    | Українська назва                   | Оригінальна назва                         | Роль                       |
| --------- | -- | ---------------------------------- | ----------------------------------------- | -------------------------- |
| 1984—1994 | с  | CBS Особливі шкільні канікули      | CBS Schoolbreak Special                   | Ділл                       |
| 1985—1986 | с  | Шлях на небеса                     | Highway to Heaven                         | Тодд Браянт / Ерік Треверс |
| 1986—1987 | с  | Пульс                              | Throb                                     | Джеремі Бітті              |
| 1986      | ф  | Монстр із шафи                     | Monster in the Closet                     | «Професор» Беннетт         |
| 1987      | ф  | Запрограмована вбивати             | Programmed to Kill                        | Джейсон                    |
| 1990      | с  | Чарльз у відповіді                 | Charles in Charge                         | Расселл Девіс              |
| 1991      | с  | Хто тут Бос?                       | Who's the Boss?                           | Майкл Гаянс                |
| 1991      | с  |                                    | What a Dummy                              | Рік                        |
| 1992      | с  | Молоді та зухвалі                  | The Young and the Restless                | Брендон Колінс             |
| 1994      | с  | Хлопчики повертаються              | The Boys Are Back                         | Джессі Гансен              |
| 1994      | ф  | Теммі та Ті-Рекс                   | Tammy and the T-Rex                       | Майкл                      |
| 1996      | с  | Дотик ангела                       | Touched by an Angel                       | Джонатан                   |
| 1998      | ф  | Разом з Дідлами                    | Meet the Deedles                          | Філ Дідлі                  |
| 1998      | ф  | Плезантвіль                        | Pleasantville                             | Скіп Мартін                |
| 1999      | ф  | Студентська команда                | Varsity Blues                             | Ленс Гарбор                |
| 1999      | ф  | Це все вона                        | She's All That                            | Дін Семпсон                |
| 1999      | ф  | Зруйнований палац                  | Brokedown Palace                          | Джейсон                    |
| 2000      | ф  | Черепа                             | The Skulls                                | Калеб Мендрейк             |
| 2001      | ф  | Форсаж                             | The Fast and the Furious                  | Браян О'Коннер             |
| 2001      | ф  | Нічого собі поїздочка              | Joy Ride                                  | Льюїс Томас                |
| 2002      | кф | Життя має сенс, якщо ти знаменитий | Life Makes Sense If You're Famous         | Майкі                      |
| 2003      | кф | Вмикай турбонаддув                 | Turbo Charged Prelude to 2 Fast 2 Furious | Браян О'Коннер             |
| 2003      | ф  | Подвійний форсаж                   | 2 Fast 2 Furious                          | Браян О'Коннер             |
| 2003      | ф  | У пастці часу                      | Timeline                                  | Кріс Джонсон               |
| 2004      | ф  | Ноель                              | Noel                                      | Майк Райлі                 |
| 2005      | ф  | Ласкаво просимо до раю!            | Into the Blue                             | Джаред                     |
| 2006      | ф  | Панічна втеча                      | Running Scared                            | Джоуї Газелл               |
| 2006      | ф  | Білий полон                        | Eight Below                               | Джеррі Шепард              |
| 2006      | ф  | Прапори наших батьків              | Flags of Our Fathers                      | Генк Генсон                |
| 2007      | ф  | Смерть та життя Боббі Зі           | The Death and Life of Bobby Z             | Тім Кірні                  |
| 2007      | ф  | Історії Америки                    | Stories USA                               | Майкі                      |
| 2008      | ф  | Райський проект                    | The Lazarus Project                       | Бен Гарві                  |
| 2009      | ф  | Форсаж 4                           | Fast & Furious                            | Браян О'Коннер             |
| 2010      | ф  | Хлопчики-нальотчики                | Takers                                    | Джон Роувей                |
| 2011      | ф  | Форсаж 5: Пограбування в Ріо       | Fast Five                                 | Браян О'Коннер             |
| 2013      | ф  | Форсаж №19                         | Vehicle 19                                | Майкл Вудс                 |
| 2013      | ф  | Перемагаючи час                    | Hours                                     | Нолан Гейс                 |
| 2013      | ф  | Форсаж 6                           | Fast & Furious 6                          | Браян О'Коннер             |
| 2013      | ф  | Хроніки ломбарду                   | Pawn Shop Chronicles                      | Роу Дог                    |
| 2014      | ф  | 13-й район: Цегляні маєтки         | Brick Mansions                            | Деміен Кольєр              |
| 2015      | ф  | Форсаж 7                           | Fast & Furious 7                          | Браян О'Коннер             |

### Продюсер
| Рік  |   | Українська назва | Оригінальна назва    | Роль                |
| ---- | - | ---------------- | -------------------- | ------------------- |
| 2013 | ф | Хроніки ломбарду | Pawn Shop Chronicles | продюсер            |
| 2013 | ф | Перемагаючи час  | Hours                | виконавчий продюсер |
| 2013 | ф | Форсаж №19       | Vehicle 19           | виконавчий продюсер |